# 南投庁

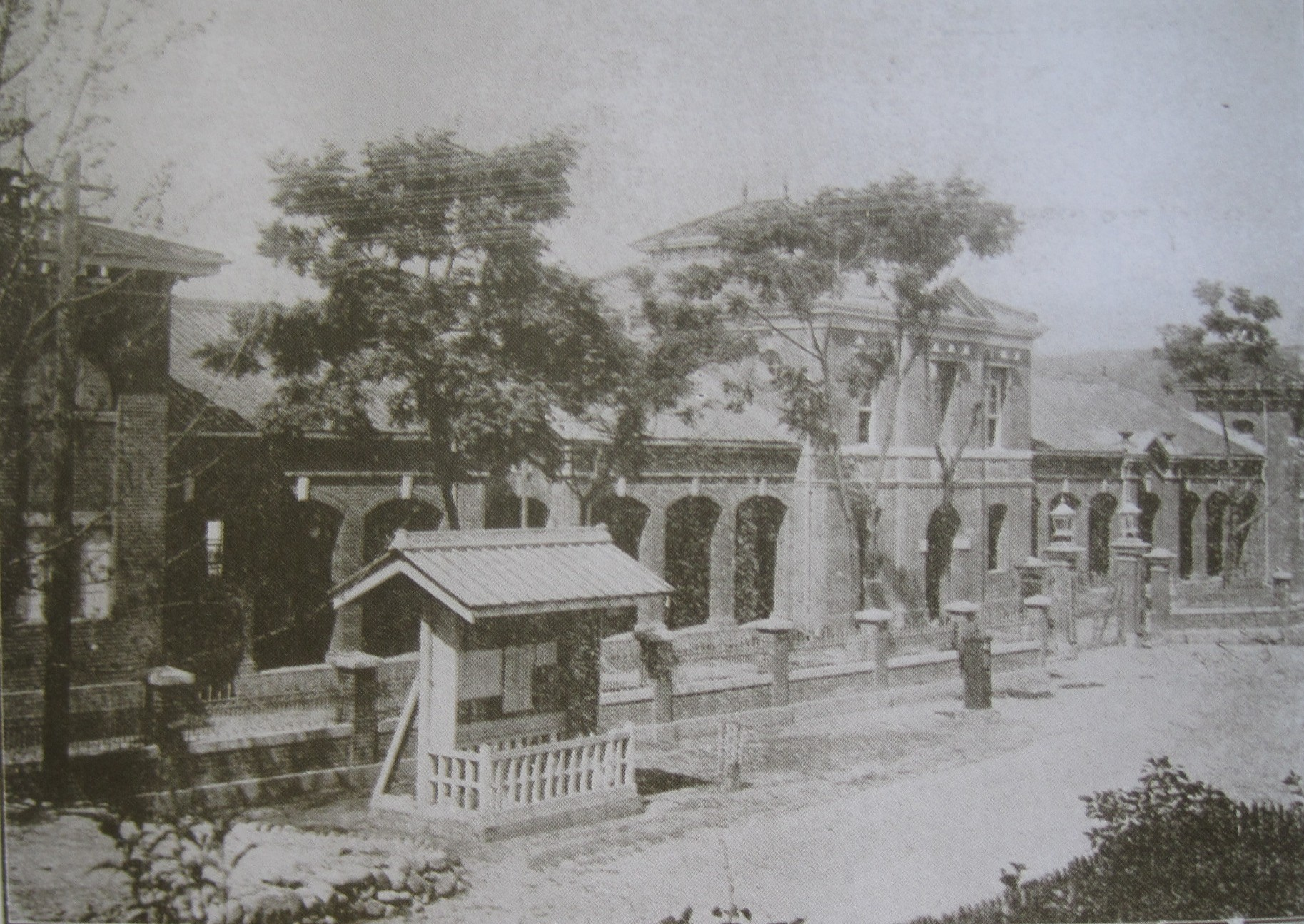
南投庁舎

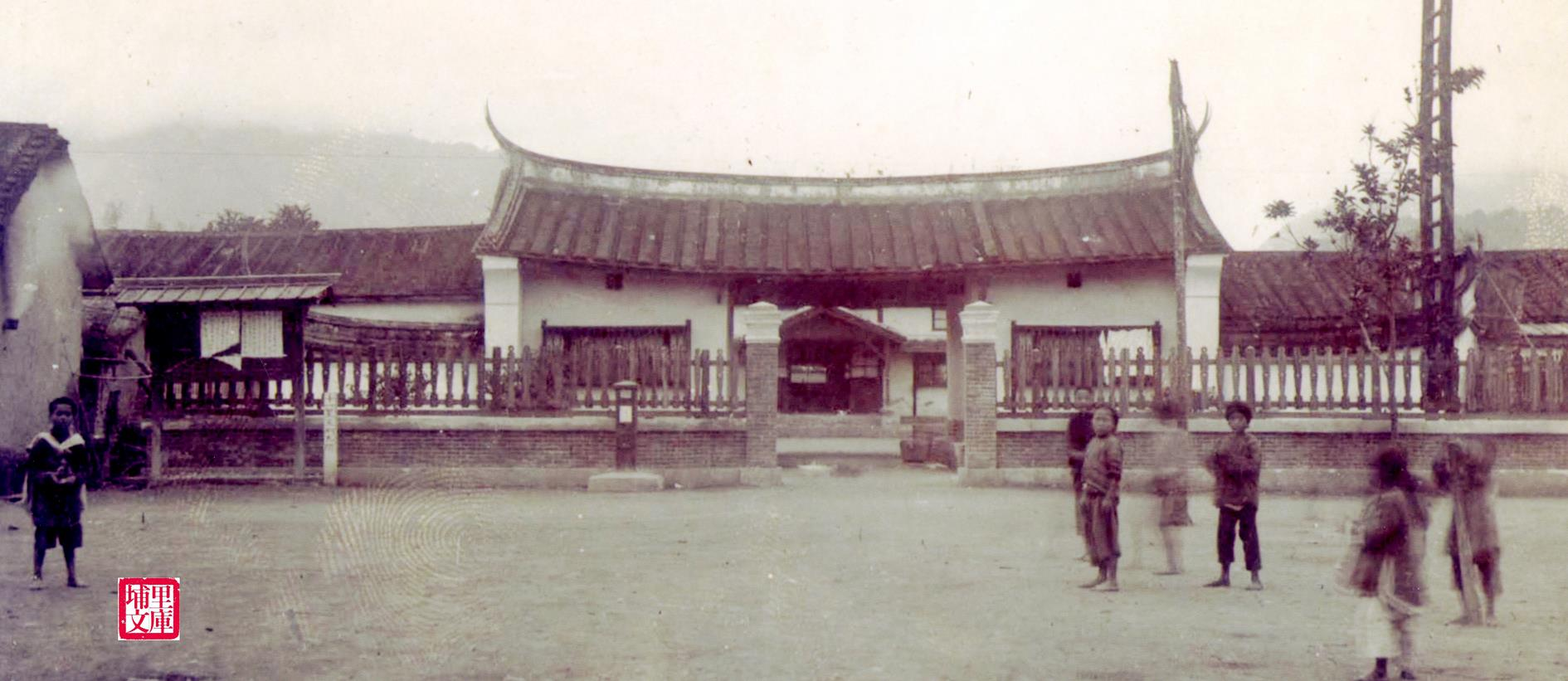
埔里社支庁舎

南投庁（なんとうちょう）は、日本統治時代の台湾の地方行政区分のひとつ。

## 歴史

### 沿革
- 1901年（明治34年）11月 - 廃県置庁により三県四庁から二十庁に改められた際に台中県の一部から成立。庁舎は南投街に置かれた。埔里社、草鞋墩、集集の3つの支庁を管轄した。
- 1909年（明治42年）10月 - 斗六庁林圯埔支庁を編入する。
- 1914年（大正3年）4月 - 霧社支庁が新設され蕃地を管轄する[1]。
- 1920年（大正9年）10月 - 五州二庁制度の施行に伴い台中庁と合併し台中州となり、草鞋墩支庁は南投郡、集集支庁は新高郡、埔里社支庁と霧社支庁は能高郡、林圯埔支庁は竹山郡となる。

## 行政

### 歴代庁長
- 小柳重道：1901年11月11日 - 1907年5月1日
- 能勢靖一：1907年5月1日 - 1909年10月25日
- 久保通猷：1909年10月25日 - 1911年12月4日
- 石橋亨：1911年12月4日 - 1916年11月13日
- 富島元治：1916年11月13日 - 1917年10月1日
- 御厨規三：1917年10月1日 - 1920年9月1日